# Opisthorchis viverrini
Es una especie de trematodo parásito del hombre. Vive en el hígado humano, encontrándose principalmente en los conductos biliares y la vesícula biliar, se alimenta de bilis. Morfológicamente es muy similar a Opistorchis felineus, aunque un poco más pequeño. El primer hospedador intermediario son moluscos del género Bithynia, y el segundo son peces de agua dulce.
La infección por este gusano se llama opistorquiasis y es similar a la clonorquiasis por Clonorchis sinensis. Es endémica en Japón,  China, Taiwán y el sureste de Asia . Se contrae tras consumir peces de agua dulce poco cocinados o ahumados que estén infectados por la forma larvaria del parásito.